# Edilemma foraminifera
Edilemma foraminifera  (лат.) — вид аранеоморфных пауков из семейства пауков-скакунов (Salticidae). Единственный вид рода Edilemma. Вид распространён в штате Токантинс в Центральной Бразилии. Самка паука достигает длины в 5 мм. Самец немного меньше самки.